# Georgi Atanasov
Georgi Ivanov Atanasov (in bulgaro Георги Иванов Атанасов?; Pravoslaven, 25 luglio 1933 – Sofia, 31 marzo 2022) è stato un politico bulgaro ed è stato primo ministro della Repubblica Popolare di Bulgaria.
Atanasov si è laureato in storia all'Università di Sofia nel 1956. Negli anni successivi occupò diversi posti nell'organizzazione dell'Unione dei Giovani Comunisti "Dimitrov", e quindi la guidò dal 1965 al 1968. Dal 1968 entrò a far parte del Comitato Centrale del Partito Comunista Bulgaro.
Dal 1981 al 1984 Atanasov fu vicepresidente del Consiglio di Stato e presidente del Comitato per il controllo statale e popolare con il rango di ministro nel governo di Griša Filipov. Nel marzo 1986 sostituì Filipov come Presidente del consiglio dei ministri, e poco dopo formò il 75º governo della Bulgaria.
Atanasov fu uno dei sostenitori del movimento che spodestò Todor Živkov dall'incarico di Presidente del Consiglio di stato, unendosi a Petăr Mladenov alla guida dell'opposizione. Nel novembre 1992 fu condannato a 10 anni di prigione per peculato, anche se in seguito fu rilasciato per problemi di salute nel 1994.
Muore il 31 marzo 2022 a causa delle complicazioni dovute al COVID.